# Nákupní centrum Géčko

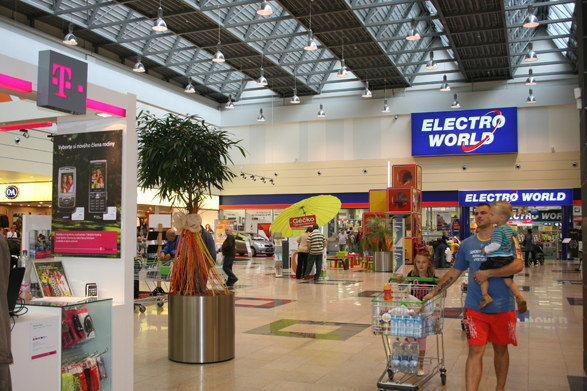
Nákupní centrum Géčko - interiér

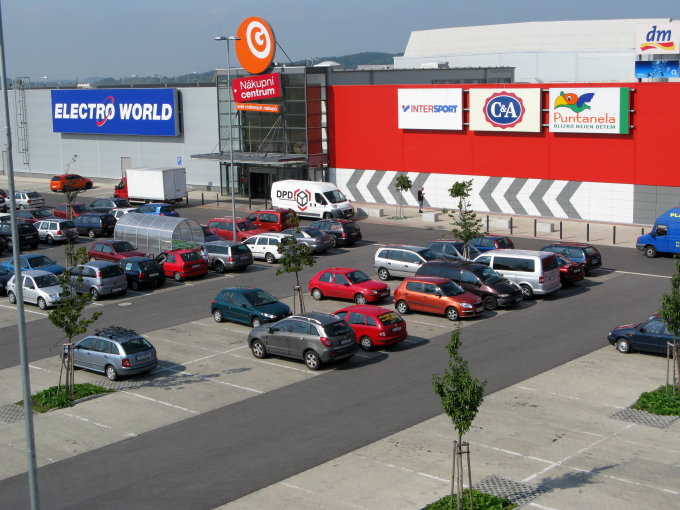
Nákupní centrum Géčko - exteriér

Nákupní centrum Géčko je jedním z nákupních center společnosti Reflecta. První Nákupní centra Géčko vznikla na podzim roku 2007 v Českých Budějovicích a Liberci. K již fungujícímu hypermarketu Globus se dostavily nákupní pasáže či centra, které doplnily nabídku komodit a služeb v hypermarketu.